# Amygdalops simplicior
Amygdalops simplicior är en tvåvingeart som beskrevs av Rohacek 2004. Amygdalops simplicior ingår i släktet Amygdalops och familjen sumpflugor. Inga underarter finns listade i Catalogue of Life.